# Raveniola zaitzevi
Espèce
Synonymes
- Brachythele zaitzevi Charitonov, 1948
- Brachythele recki Mcheidze, 1983
- Raveniola recki (Mcheidze, 1983)

Raveniola zaitzevi est une espèce d'araignées mygalomorphes de la famille des Nemesiidae.

## Distribution
Cette espèce se rencontre en Géorgie et en Azerbaïdjan.

## Description
La carapace de la femelle holotype mesure 4,8 mm de long sur 3,9 mm et l'abdomen 7,3 mm de long sur 4,5 mm.
Le mâle décrit par Zonstein, Kunt et Yağmur en 2018 mesure 13,80 mm et la femelle 17,20 mm.

## Systématique et taxinomie
Cette espèce a été décrite sous le protonyme Brachythele zaitzevi par Charitonov en 1948. Elle est placée dans le genre Raveniola par Zonstein en 1987.
Brachythele recki a été placée en synonymie par Zonstein, Kunt et Yağmur en 2018.

## Étymologie
Cette espèce est nommée en l'honneur de Philipp Adamovich Zaitzev.

## Publication originale
- Charitonov, 1948 : A new species of Brachythele in Gruzia. Soobshcheniia Akademii Nauk Gruzinskoi SSR, vol. 9, p. 135-139.